# Mentha longifolia
La menta selvatica (nome scientifico Mentha longifolia L., 1759) è una pianta perenne della famiglia delle Lamiaceae.

## Etimologia
Il nome generico (Mentha) per una pianta è stato usato per la prima volta da Gaio Plinio Secondo (Como, 23 – Stabiae, 25 agosto 79]), scrittore, ammiraglio e naturalista romano, e deriva dal nome greco "Mintha" di una ninfa dei fiumi sfortunata, figlia del dio Cocito (ma è anche un fiume mitologico), che è stata trasformata in un'erba da Persefone perché amante di Dite. L'epiteto specifico (longifolia) fa riferimento alla lunghezza delle foglie.
Il nome scientifico della specie è stato definito da Linneo (1707 – 1778), conosciuto anche come Carl von Linné, biologo e scrittore svedese considerato il padre della moderna classificazione scientifica degli organismi viventi, nella pubblicazione "D. D. Flora Monspeliensis, Quam cum Consens. Experient. Fac. Medicae in Regia Academia Upsaliensi, Praeside ... Carolo Linnaeo, ... Speciminis Academici Loco, ad Publicam Ventilationem Defert Theoph. Erdm. Nathhorst, Germano-Silesiensis. In Auditorio Carol. Maj. die XV Jinii Anni MDCCLVI. H.A.M.S. Upsaliae [Uppsala] - 19. 1756" del 1756.

## Descrizione

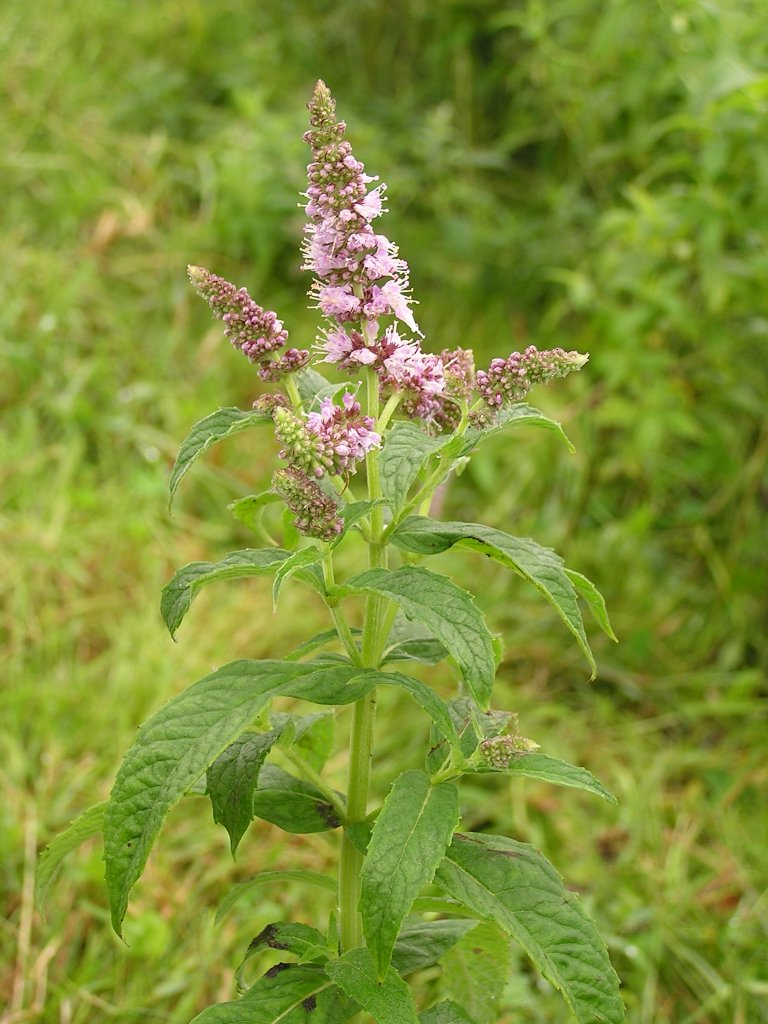
Il portamento

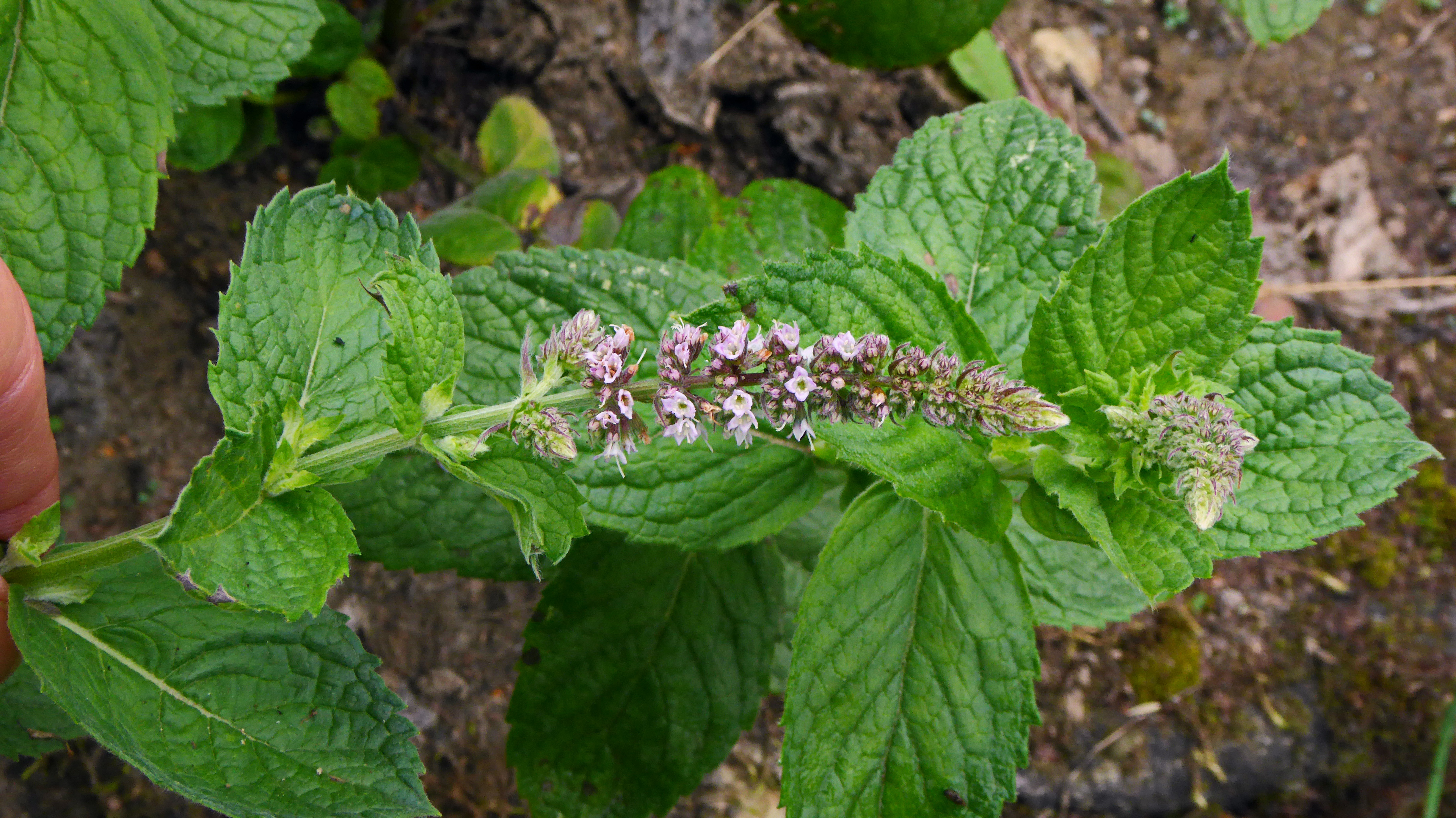
Le foglie

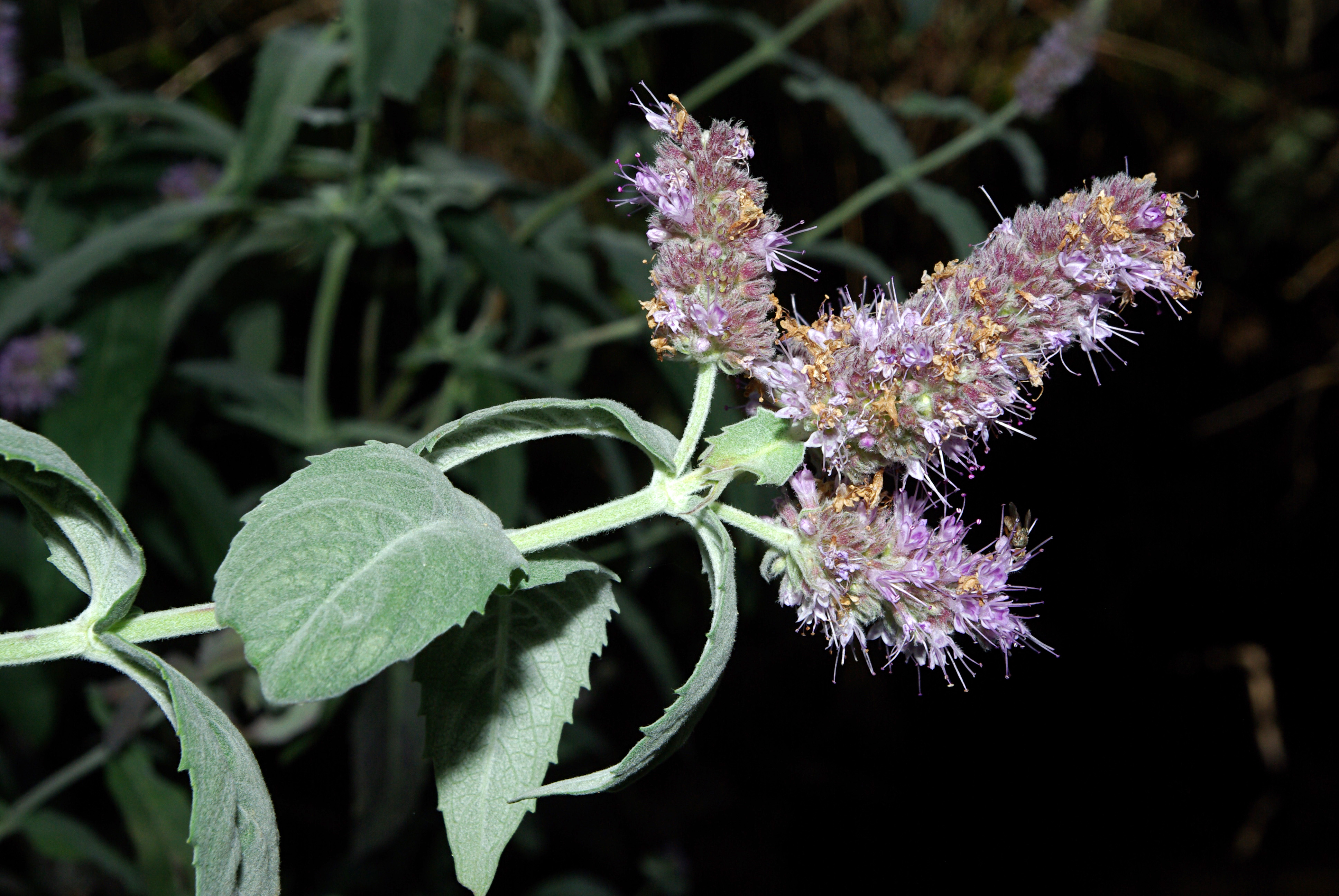
Infiorescenza

Queste piante arrivano ad una altezza di 3 - 12 dm. La forma biologica è emicriptofita scaposa (H scap), ossia in generale sono piante erbacee, a ciclo biologico perenne, con gemme svernanti al livello del suolo e protette dalla lettiera o dalla neve e sono dotate di un asse fiorale eretto e spesso privo di foglie. Tutta la pianta è pubescente (fusto, foglie, peduncoli e calice) per peli semplici e diritti; inoltre ha un forte e sgradevole odore dolciastro (profumo non dissimile a quello della Mentha x piperita). Le sostanze aromatiche (oli eterei) sono contenute all'interno di peli ghiandolari.

### Radici
Le radici sono secondarie da rizoma. Il rizoma è strisciante.

### Fusto
La parte aerea del fusto è ascendente con la superficie più o meno pubescente e striata. Il fusto ha una sezione quadrangolare a causa della presenza di fasci di collenchima posti nei quattro vertici, mentre le quattro facce sono concave.

### Foglie
Le foglie sono sessili ma anche picciolate (quelle basali) e sono disposte in verticilli alternati a 2 a 2 in modo opposto. La lamina è oblunga con forme da lanceolate a ellittiche con la larghezza massima a metà foglia; l'apice è acuto e i bordi sono seghettati. La superficie è percorsa da semplici nervature poco sporgenti. La consistenza delle foglie è molle, il colore varia dal grigio al verde nella parte superiore, biancastro, o più chiaro, in quella inferiore; la superficie è ricoperta da peli semplici. Le stipole sono assenti. Dimensione delle foglie: larghezza 2 – 4 cm; lunghezza 5 – 9 cm; raramente fino a 9 cm. Lunghezza del picciolo: 4 – 9 mm.

### Infiorescenza
Le infiorescenze, posizionate all'apice del fusto, sono formate da numerosi fiori raccolti in una spiga apicale a forma piramidale appuntita senza essere sottese da foglie. I fiori sono quasi sessili o brevemente pedicellati. Possono essere presenti più verticillastri inferiori distanziati. Lunghezza dell'infiorescenza: 3 – 8 cm. Lunghezza del pedicello: 2 mm.

### Fiore
I fiori sono ermafroditi, zigomorfi, tetrameri (4-ciclici), ossia con quattro verticilli (calice – corolla – androceo – gineceo) e pentameri (5-meri: la corolla e il calice - il perianzio - sono a 5 parti). I fiori sono proterandri (protezione contro l'autoimpollinazione). Lunghezza del fiore: 3 – 4 mm.
- Formula fiorale. Per la famiglia di queste piante viene indicata la seguente formula fiorale:

X, K (5), [C (2+3), A 2+2] G (2), (supero), drupa, 4 nucule
- Calice: il calice del fiore, persistente, è del tipo gamosepalo e più o meno attinomorfo con forme cilindrico-tubolari e terminate con 5 denti triangolari-acuti più o meno uguali. La superficie del calice, pubescente, è percorsa da una decina di nervature longitudinali (cinque sono più evidenti). Le fauci sono più o meno villose. Lunghezza dei denti: 1 mm.
- Corolla: la corolla, gamopetala, è a simmetria sublabiata (da zigomorfa a più o meno attinomorfa) terminante con 4 lobi (due petali sono fusi in un solo lobo) patenti e poco distinguibili uno dall'altro (i lobi posteriori sono più ampi) con bordi smarginati. Il tubo è subcilindrico (non gibboso) e buona parte di esso è ricoperto dal calice. La superficie è glabra come anche le fauci. Il colore è roseo, lilla o violetto, ma anche bianco.
- Androceo: gli stami sono quattro (manca il mediano, il quinto) didinami con il paio anteriore più lungo, sono visibili e molto sporgenti; gli stami sono tutti fertili. I filamenti sono glabri (e nudi). Le antere, oscillanti, hanno forme da ellissoidi a ovato-oblunghe, mentre le teche si presentano parallele e distinte. I granuli pollinici sono del tipo tricolpato o esacolpato.
- Gineceo: l'ovario è supero formato da due carpelli saldati (ovario bicarpellare) ed è 4-loculare per la presenza di falsi setti divisori all'interno dei due carpelli. L'ovario è glabro. La placentazione è assile. Gli ovuli sono 4 (uno per ogni presunto loculo), hanno un tegumento e sono tenuinucellati (con la nocella, stadio primordiale dell'ovulo, ridotta a poche cellule).[14] Lo stilo inserito alla base dell'ovario (stilo ginobasico) è del tipo filiforme. Lo stigma è bifido con corti lobi subuguali. Il nettario è un disco più o meno simmetrico alla base dell'ovario ed è ricco di nettare.
- Fioritura: fiorisce nel periodo che va da giugno a ottobre.

### Frutti
Il frutto è uno schizocarpo composto da 4 nucule con forme da ovoidi a cilindroidi con la superficie da liscia a rugosa. La deiscenza è basale o laterale.

## Riproduzione
- Impollinazione: l'impollinazione avviene tramite insetti tipo ditteri e imenotteri, raramente lepidotteri (impollinazione entomogama).[9][15]
- Riproduzione: la fecondazione avviene fondamentalmente tramite l'impollinazione dei fiori (vedi sopra).
- Dispersione: i semi cadendo a terra (dopo essere stati trasportati per alcuni metri dal vento – disseminazione anemocora) sono successivamente dispersi soprattutto da insetti tipo formiche (disseminazione mirmecoria). I semi hanno una appendice oleosa (elaisomi, sostanze ricche di grassi, proteine e zuccheri) che attrae le formiche durante i loro spostamenti alla ricerca di cibo.[16]
- Queste piante si riproducono anche per mezzo dei rizomi.[13][17][18]

## Distribuzione e habitat

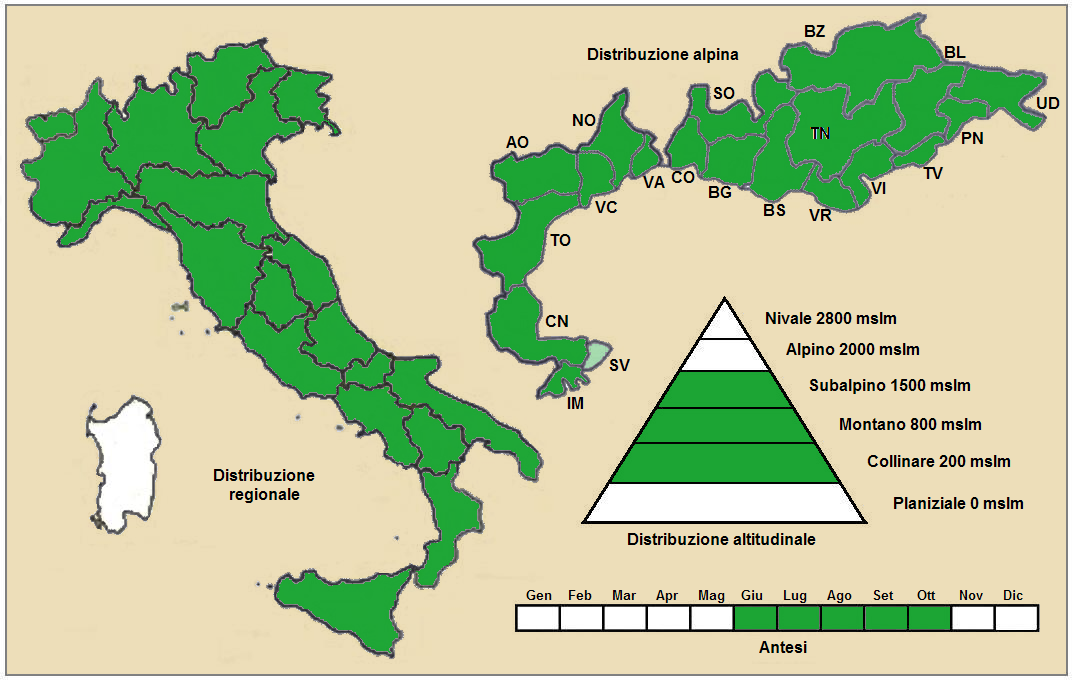
Distribuzione della pianta
(Distribuzione regionale – Distribuzione alpina)

- Geoelemento: il tipo corologico (area di origine) è Paleotemperato. È una pianta originaria dell'Europa, dell'Asia occidentale e centrale, oltre che delle regioni dell'Africa non tropicali.
- Distribuzione: in Italia è una specie comune e si trova solamente sul continente. Si trova nelle Alpi, mentre sugli altri rilievi europei collegati alle Alpi si trova nella Foresta Nera, Vosgi, Massiccio del Giura, Massiccio Centrale, Pirenei, Monti Balcani e Carpazi.[20] Nel resto dell'Europa e dell'areale del Mediterraneo questa pianta è ovunque presente (incluso: Transcaucasia, Anatolia, Asia mediterranea, Egitto e Magreb - escluso: Gran Bretagna, Irlanda, Islanda e parte della Scandinavia.[21]
- Habitat: l'habitat tipico per questa pianta sono le zone lungo le strade e i sentieri, i prati igrofili, i bordi dei torrenti, gli ambienti umidi temporaneamente inondati, i megaforbieti e i popolamenti a felci. Il substrato preferito è calcareo ma anche calcareo/siliceo con pH basico-neutro, alti valori nutrizionali del terreno che deve essere umido.[20]
- Distribuzione altitudinale: sui rilievi queste piante si possono trovare da 900 a 2000 m s.l.m.; frequentano quindi i seguenti piani vegetazionali: collinare, montano e subalpino.

### Fitosociologia

#### Areale alpino
Dal punto di vista fitosociologico alpino Mentha longifolia appartiene alla seguente comunità vegetale:
- Formazione: delle comunità delle macro- e megaforbie terrestri

- Classe: Filipendulo-Convolvuletea

#### Areale italiano
Per l'areale completo italiano Mentha longifolia appartiene tra le altre alla seguente comunità vegetale:
- Macrotipologia: vegetazione anfibia di fiumi, sorgenti e paludi.

- Classe: Phragmito australis-magnocaricetea elatae Klika in Klika & Novák 1941

- Ordine: Phragmitetalia australis Koch 1926

- Alleanza: Phragmition communis Koch 1926

- Suballeanza: Phragmitenion communis Rivas-Martínez in Rivas-Martínez, Costa, Castroviejo & E. Valdés 1980

Descrizione: la suballeanza Phragmitenion communis è relativa a vegetazione costituita da graminacee alte, sensibili ai periodi di emersione e comprende tutte le associazioni che sono strettamente legate ad ambienti di acqua dolce, distinguendosi quindi da altre suballeanza come Scirpenion maritimi relative a comunità di ambienti salmastri. Questa associazione è potenzialmente distribuita su tutto il territorio italiano. Inoltre è caratterizzata da una certa ricchezza floristica, ma sono presenti anche popolamenti monospecifici, caratterizzati da individui che si riproducono per via vegetativa. Le cenosi del Phragmiteni communis colonizzano le aree marginali dei sistemi di acqua dolce italiani; sono quindi tipici delle zone prossime alla costa dei laghi, alle rive dei fiumi e delle aree umide ad essi limitrofi.
Specie presenti nell'associazione:  Mentha aquatica, Lythrum salicaria, Lycopus europaeus, Calystegia sepium, Agrostis stolonifera, Bidens frondosa, Bidens tripartita, Schoenoplectus lacustris, Alisma plantago-aquatica, Veronica anagallis-aquatica, Sparganium erectum, Typha latifolia, Phalaris arundinacea, Glyceria maxima.
Altre alleanze per questa specie sono:
- Suball. Juncenion maritimi Géhu & Biondi ex Géhu in Bardat, Bioret, Botineau, Boullet, Delpech, Géhu, Haury, Lacoste, Rameau, Royer, Roux & Touffet 2004
- Suball. Scirpenion maritimi Rivas-Martínez, Costa, Castroviejo & E. Valdés 1980
- Suball. Thlaspienion stylosi Avena & Bruno 1975
- All.Adenostylion alpinae Castelli et al. ex Castelli, Biondi & Ballelli in Biondi, Allegrezza, Casavecchia, Galdenzi, Gasparri, Pesaresi, Vagge & Blasi 2014
- Suball. Hypochoerenion achyrophori Biondi & Guerra 2008
- Suball. Ononidenion ornithopodioides  Biondi & Guerra 2008
- Suball. Cerastio arvensis-Cynosurenion cristati Blasi, Tilia, Rosati, Del Vico, Copiz, Ciaschetti, Burrascano 2012
- Suball. Trifolio resupinati-Cynosurenion cristati Blasi, Tilia, Rosati, Del Vico, Copiz, Ciaschetti, Burrascano 2012
- Suball. Danthonio decumbentis-Caricenion insularis Farris, Secchi, Rosati &Filigheddu 2013
- All. Mentho longifoliae-Juncion inflexi Müller & Görs ex de Foucault 2008
- Suball. Berberidenion vulgaris Géhu, Foucault & Delelis-Dussolier 1983
- All. Osmundo regalis-Alnion glutinosae (Br.-Bl., P. Silva & Rozeira 1956) Dierschke & Rivas-Martínez in Rivas-Martínez 1975
- Suball. Hyperico hircini-Alnenion glutinosae Dierschke 1975
- Suball. Ulmenion minoris  Oberd. 1953
- Suball. Lathyro veneti-Fagenion sylvaticae Zitti, Casavecchia, Pesaresi, Taffetani & Biondi 2014
- Suball. Ostryo carpinifoliae-Tilienion platyphylli Košir, Carni & Di Pietro 2008
- Suball. Lonicero caprifoliae-Carpinenion betuli Vukelic in Marincek 1994
- Suball. Pulmonario apenninae-Carpinenion betuli Biondi, Casavecchia, Pinzi, Allegrezza & Baldoni ex Biondi, Casavecchia, Pinzi, Allegrezza & Baldoni in Biondi, Allegrezza, Casavecchia, Galdenzi, Gigante & Pesaresi 2013
- Suball. Roso serafinii-Juniperenion nanae Brullo, Giusso del Galdo & Guarino 2001
- All. Epipactido atropurpureae-Pinion mugo Stanisci 1997
- Suball. Piceenion excelsae Pawlowski in Pawlowski, Sokolowski & Wallisch 1928
- Suball. Chrysanthemo rotundifoliae-Piceenion (Krajina 1933) Aeschimann et al. 2004

## Tassonomia
La famiglia di appartenenza del genere (Lamiaceae), molto numerosa con circa 250 generi e quasi 7000 specie, ha il principale centro di differenziazione nel bacino del Mediterraneo e sono piante per lo più xerofile (in Brasile sono presenti anche specie arboree). Per la presenza di sostanze aromatiche, molte specie di questa famiglia sono usate in cucina come condimento, in profumeria, liquoreria e farmacia. La famiglia è suddivisa in 7 sottofamiglie: il genere Mentha è descritto nella tribù Mentheae (sottotribù Menthinae) appartenente alla sottofamiglia Nepetoideae.
Il numero cromosomico di M. longifolia è: 2n = 24 e 48.
Il basionimo per questa specie à: Mentha spicata var. longifolia L., 1753

### GruppoMentha spicata
La specie di questa voce fa parte del Gruppo di Mentha spicata caratterizzato da infiorescenze formate da verticillastri a spiga e corolle glabre sia esternamente che nelle fauci. Appartengono a questo gruppo quattro specie principali più altre secondarie. Lo schema seguente utilizza in parte il sistema delle chiavi analitiche per descrivere le specie della flora spontanea italiana appartenenti a questo gruppo:
- Gruppo 1A: il fusto, le foglie e le brattee sono più o meno glabre; mentre sono glabri del tutto i peduncoli e le basi dei calici;

- Mentha spicata L. - Menta romana: queste piante arrivano ad una altezza massima di 3 - 10 dm; il ciclo biologico è perenne; la forma biologica è emicriptofita scaposa (H scap); il tipo corologico è Eurimediterraneo; l'habitat tipico sono gli incolti, i margini delle strade e dei sentieri, e i prati; sul territorio italiano è una pianta comune e si trova ovunque fino ad una altitudine di 1200 m s.l.m..

- Gruppo 1B: tutta la pianta è pelosa;

- Gruppo 2A: la pubescenza è formata solamente da peli semplici e diritti; la forma della lamina delle foglie è lanceolata con larghezza massima verso la metà della foglia; le nervature delle foglie è più o meno semplice e poco sporgente; le piante sono fertili;

- Mentha longifolia L. - Menta selvatica: queste piante arrivano ad una altezza massima di 3 - 12 dm; il ciclo biologico è perenne; la forma biologica è emicriptofita scaposa (H scap); il tipo corologico è Paleotemperato; l'habitat tipico sono le aree lungo le strade, i prati, i sentieri e i bordi dei torrenti; sul territorio italiano è una pianta comune (isole escluse) e si trova ovunque fino ad una altitudine compresa tra 900 e 2000 m s.l.m..

- Gruppo 2B: la pubescenza è formata da peli ramificati crespi insieme a peli semplici diritti; le piante sono fertili o sterili; la larghezza massima della lamina delle foglie si trova vicino alla base della foglia;

- Gruppo 3A: le piante sono sterili, incapaci di produrre semi;

- Mentha x villosa Huds., 1778 (Ibrido triploide tra Mentha suaveolens e Mentha spicata): la forma della lamina delle foglie varia da ovale-arrotondata a lanceolata; la pubescenza è formata da abbondanti peli ramificati. In Italia è un ibrido comune.
- Mentha x villosa-nervata Opiz, 1831 (Ibrido tra Mentha longifolia e Mentha spicata): la forma della lamina delle foglie in genere è stretta; nella pubescenza mancano quasi del tutto i peli ramificati. In Italia è molto rara, forse estinta.

- Gruppo 3B: le piante sono fertili con numerosi semi;

- Gruppo 4A: la pubescenza è formata da abbondanti peli ramificati e crespi; le foglie sono lunghe al massimo il doppio della larghezza;

- Mentha suaveolens Ehrh. - Menta a foglie rotonde: le foglie sono larghe 2 - 4 cm e sono lunghe meno del doppio della larghezza; i verticillastri superiori dell'infiorescenza sono ravvicinati. Queste piante arrivano ad una altezza massima di 3 - 9 dm; il ciclo biologico è perenne; la forma biologica è emicriptofita scaposa (H scap); il tipo corologico è Eurimediterraneo; l'habitat tipico sono gli incolti, i bordi dei campi, dei sentieri, lungo i fossi e luoghi umidi in genere; sul territorio italiano è una pianta comune (un po' meno comune al settentrione) e si trova ovunque fino ad una altitudine di 600 m s.l.m..
- Mentha spicata subsp. condensata (Briq.) Greuter & Burdet - Menta a foglie piccole: le foglie sono larghe 0,5 - 2 cm e sono lunghe più o meno il doppio della larghezza; i verticillastri superiori dell'infiorescenza sono distanziati. Queste piante arrivano ad una altezza massima di 2 - 6 dm; il ciclo biologico è perenne; la forma biologica è emicriptofita scaposa (H scap); il tipo corologico è Est - Mediterraneo; l'habitat tipico sono gli incolti umidi in genere; sul territorio italiano è una pianta rara e si trova solo al Sud (isole comprese) fino ad una altitudine di 1800 m s.l.m.. (= Mentha microphylla K.Koch in Pignatti)

- Gruppo 4B:  la pubescenza è formata da pochi peli ramificati e crespi; le foglie sono lunghe più del doppio della larghezza;

- Mentha spicata L. - Menta romana: la lamina delle foglie varia da lanceolata a ovale-lanceolata, è grigiastra; le foglie sono lisce o rugose (vedi Gruppo 1A).
- Mentha x rotundifolia (L.) Huds., 1762 (Ibrido diploide tra Mentha suaveolens e Mentha longifolia): le foglie sono molto variabili, la lamina varia da ellittico-lanceolata a ovale-lanceolata e sono più larghe e più rugose. (Mentha x niliaca Jacq., 1777 in Pignatti)

### Sottospecie
Per la specie Mentha longifolia sono riconosciute le seguenti sottospecie:
- Mentha longifolia subsp. longifolia - Distribuzione: Europa e Africa nord occidentale.
- Mentha longifolia subsp. capensis (Thunb.) Briq., 1897 - Distribuzione: Africa meridionale.
- Mentha longifolia subsp. noeana (Briq.) Briq., 1897 - Distribuzione: dalla Turchia all'Iran orientale.
- Mentha longifolia subsp. polyadena (Briq.) Briq., 1897 - Distribuzione: Africa meridionale.
- Mentha longifolia subsp. typhoides (Briq.) Harley, 1980 - Distribuzione: Africa nord-orientale e Asia sud occidentale.
- Mentha longifolia subsp. wissii (Launert) Codd, 1983 - Distribuzione: Africa sud-occidentale
- Mentha longifolia var. amphilema Briq. ex Rech.f., 1982
- Mentha longifolia var. asiatica (Boriss.) Rech.f., 1982
- Mentha longifolia var. kotschyana (Boiss.) Briq., 1896
- Mentha longifolia var. petiolata Boiss., 1879
- Mentha longifolia var. schimperi (Briq.) Briq., 1896

### Ibridi
La specie di questa voce forma i seguenti ibridi:
- Mentha x villosa-nervata Opiz, 1831  (Ibrido con Mentha spicata) - La forma della lamina delle foglie in genere è stretta; nella pubescenza mancano quasi del tutto i peli ramificati; è una pianta sterile. In Italia è molto rara, forse estinta.[27]
- Mentha x dalmatica Tausch, 1828 (Ibrido con Mentha arvensis) - Abbastanza comune. Distribuzione: Trieste.[31]
- Mentha x dumetorum Schultes, 1809 (Ibrido con Mentha aquatica) - Si tratta di un ibrido raro. Distribuzione: Italia Settentrionale e Appennini fino alla Basilicata. Di questa entità si conoscono diversi "notomorfi" (ibridi ben definiti morfologicamente i cui caratteri sono fissati e trasmessi per via vegetativa).[32]
- Mentha x rotundifolia (L.) Huds., 1762 (Ibrido diploide con Mentha suaveolens) - Le foglie sono molto variabili, la lamina varia da ellittico-lanceolata a ovale-lanceolata e sono più larghe e più rugose. Questo ibrido è molto variabile poiché essendo fertile può reincrociarsi più volte con i due genitori. Probabilmente è distribuito su tutto il territorio italiano.[28]

### Sinonimi
Questa entità ha avuto nel tempo diverse nomenclature. L'elenco seguente indica alcuni tra i sinonimi più frequenti:
Sinonimi di Mentha longifolia
- Mentha acroceraia (Topitz) Trautm.
- Mentha acuminata Topitz
- Mentha aepycaulos Candargy
- Mentha aequifrons Trautm. & Urum.
- Mentha albida Rchb. ex Heinr.Braun
- Mentha albida Déségl. & T.Durand ex Briq.
- Mentha alpigena A.Kern.
- Mentha ambigua Guss.
- Mentha aquatica var. gracilis Wimm. & Grab.
- Mentha bacsensis Trautm.
- Mentha baldensis Heinr.Braun
- Mentha balsamiflora Heinr.Braun
- Mentha bezdanensis Prodán
- Mentha brachyclada Sennen
- Mentha brassoensis (Topitz) Trautm.
- Mentha brevidentata Sennen
- Mentha brevispicata Opiz ex Strail
- Mentha brittingeri Opiz
- Mentha caerulescens Opiz ex Strail
- Mentha candicans Mill.
- Mentha candicans f. angustifolia (Lapeyr.) Timb.-Lagr.
- Mentha candicans f. leptostachya Pérard
- Mentha candicans f. ramosa Timb.-Lagr.
- Mentha canescens Roth
- Mentha cardiophyllos Borbás ex Heinr.Braun
- Mentha castellana Sennen & Elias
- Mentha caucasica (Briq.) Vorosch.
- Mentha chaunanthera (Topitz) Trautm.
- Mentha chrysostomi Sennen
- Mentha coerulescens Opiz ex Déségl.
- Mentha collivaga (Briq.) Trautm.
- Mentha cordata Posp.
- Mentha cretica Port. ex Heinr.Braun
- Mentha crispa Ten.
- Mentha cuspidata Opiz ex Déségl.
- Mentha danubialis Gand.
- Mentha danubialis Borbás & Heinr.Braun
- Mentha decloetiana Opiz ex Déségl.
- Mentha densicapilla (Briq.) Trautm.
- Mentha despecta Sennen
- Mentha dionisiana Sennen
- Mentha discolor Opiz ex Déségl.
- Mentha divaricata Lag. ex Spreng.
- Mentha domingoi Sennen
- Mentha dulcissima Dumort.
- Mentha × dumetorum var. hispidula (Boreau) Rouy
- Mentha eisensteiniana Opiz
- Mentha ensidens (Briq.) Trautm.
- Mentha favratii Déségl. & T.Durand
- Mentha filina Wallr.
- Mentha firmicaulis (Briq.) Trautm.
- Mentha flanatica Borbás ex Heinr.Braun
- Mentha fluvialis Pérard
- Mentha foliosa Opiz
- Mentha foroiulensis (Topitz) Trautm.
- Mentha glaucostachya (Topitz) Trautm.
- Mentha grisella Briq.
- Mentha grisella subsp. caucasica Briq.
- Mentha grisella subsp. minutiflora Briq.
- Mentha grisella subsp. syriaca (Déségl.) Briq.
- Mentha halleri C.C.Gmel.
- Mentha hapalophylla (Briq.) Trautm.
- Mentha hispidula Boreau
- Mentha hollosyana Borbás
- Mentha horridula (Briq.) Trautm.
- Mentha hugueninii Déségl. & T.Durand
- Mentha hybrida Schleich.
- Mentha illyrica Borbás & Heinr.Braun
- Mentha incana Willd.
- Mentha incana f. barthiana Borbás
- Mentha incana var. litoralis Borbás
- Mentha ischnostachya (Topitz) Trautm.
- Mentha josephi Sennen
- Mentha jucunda Sennen
- Mentha jurana (Déségl. & T.Durand) Heinr.Braun
- Mentha kozorensis Trautm.
- Mentha krassoensis Heinr.Braun
- Mentha kuncii Borbás
- Mentha laggeri Déségl. & T.Durand
- Mentha lavandulacea Willd.
- Mentha lavandulifolia Pers.
- Mentha leioneura Borbás
- Mentha lepidioides Legrand
- Mentha lereschii Déségl. & T.Durand
- Mentha leucantha Borbás ex Heinr.Braun
- Mentha ligustrina Heinr.Braun
- Mentha litigiosa Sennen
- Mentha longifolia (L.) Huds.
- Mentha longifolia var. acroceraia Topitz
- Mentha longifolia var. acuminata (Topitz) Topitz
- Mentha longifolia f. acutidens Topitz
- Mentha longifolia subsp. aequifrons Trautm. & Urum.
- Mentha longifolia subsp. ambigua (Guss.) Hayek
- Mentha longifolia f. angustifolia Prodán
- Mentha longifolia f. angustifrons Topitz
- Mentha longifolia f. angustissima Topitz
- Mentha longifolia f. anisodons Topitz
- Mentha longifolia f. apentiana Topitz
- Mentha longifolia f. apoxodonta Topitz
- Mentha longifolia var. argenticapilla Briq.
- Mentha longifolia f. arthrostachya Topitz
- Mentha longifolia var. bacsensis (Trautm.) Prodán
- Mentha longifolia subsp. balcanica Trautm. & Urum.
- Mentha longifolia var. balsamiflora (Heinr.Braun) Topitz
- Mentha longifolia var. barthiana (Borbás) Topitz
- Mentha longifolia var. bojanaensis Trautm. & Urum.
- Mentha longifolia var. brassoensis Topitz
- Mentha longifolia var. brevifolia Briq.
- Mentha longifolia var. brevifrons (Borbás ex Briq.) Briq.
- Mentha longifolia subsp. bulgarica Trautm.
- Mentha longifolia subsp. bureschiana Trautm.
- Mentha longifolia var. cadrilateri Prodán
- Mentha longifolia var. campiensis Prodán
- Mentha longifolia var. campylostachya Prodán
- Mentha longifolia var. candicans (Mill.) Rouy
- Mentha longifolia var. capitata Briq.
- Mentha longifolia var. capitulata Briq.
- Mentha longifolia var. cardibasea Topitz
- Mentha longifolia var. cardiophylla Topitz
- Mentha longifolia subsp. caucasica Briq.
- Mentha longifolia var. caucasica Briq.
- Mentha longifolia var. cesarea Briq.
- Mentha longifolia var. chaunanthera Topitz
- Mentha longifolia var. collivaga Briq.
- Mentha longifolia f. comata Topitz
- Mentha longifolia var. crenigena Topitz
- Mentha longifolia var. dejmerii Prodán
- Mentha longifolia var. delphinensis Briq.
- Mentha longifolia var. demissa Trautm. & Urum.
- Mentha longifolia var. densicapilla Briq.
- Mentha longifolia f. densicapilla (Briq.) Topitz
- Mentha longifolia var. diabolina Briq.
- Mentha longifolia subsp. diabolina (Briq.) Briq.
- Mentha longifolia var. discolor (Opiz ex Déségl.) Topitz
- Mentha longifolia var. divaricata (Lag. ex Spreng.) Topitz
- Mentha longifolia var. dobrogensis Prodán
- Mentha longifolia var. dripanoidea Topitz
- Mentha longifolia var. eclytanthea Topitz
- Mentha longifolia var. eisensteiniana (Opiz) Briq.
- Mentha longifolia var. ensidens Briq.
- Mentha longifolia var. erminea Briq.
- Mentha longifolia subsp. erminea (Briq.) Briq.
- Mentha longifolia var. falcatodentata Trautm. & Urum.
- Mentha longifolia var. favratii (Déségl. & T.Durand) Briq.
- Mentha longifolia var. feleacaensis Prodán
- Mentha longifolia subsp. ferdinandii Trautm.
- Mentha longifolia var. firmicaulis Briq.
- Mentha longifolia var. flaccida (Wimm. & Grab.) Briq.
- Mentha longifolia f. flanatica (Borbás ex Heinr.Braun) Topitz
- Mentha longifolia var. focsaniensis Prodán
- Mentha longifolia var. foroiulensis Topitz
- Mentha longifolia subsp. fuliginosa Trautm. & Urum.
- Mentha longifolia var. gibbosidens Briq.
- Mentha longifolia var. glaucostachya Topitz
- Mentha longifolia var. graciliflora Topitz
- Mentha longifolia var. gracilis (Wimm. & Grab.) Briq.
- Mentha longifolia var. grandis (Wimm. & Grab.) Briq.
- Mentha longifolia f. grinensis Topitz
- Mentha longifolia subsp. grisella Briq.
- Mentha longifolia var. gulekensis Briq.
- Mentha longifolia var. hapalophylla Briq.
- Mentha longifolia f. hebosa Topitz
- Mentha longifolia f. heterodons Topitz
- Mentha longifolia var. holasia Briq.
- Mentha longifolia var. hollosyana (Borbás) Briq.
- Mentha longifolia var. horridula Briq.
- Mentha longifolia var. hugueninii (Déségl. & T.Durand) Briq.
- Mentha longifolia var. huteri Topitz
- Mentha longifolia var. incana (Willd.) Briq.
- Mentha longifolia subsp. incisifolia Trautm. & Urum.
- Mentha longifolia var. ingens Briq.
- Mentha longifolia f. irregularis Prodán
- Mentha longifolia var. ischnostachya Topitz
- Mentha longifolia subsp. javorkae Trautm.
- Mentha longifolia var. jurana (Déségl. & T.Durand) Briq.
- Mentha longifolia var. kozorensis (Trautm.) Prodán
- Mentha longifolia var. laggeri (Déségl. & T.Durand) Briq.
- Mentha longifolia f. lanyiana Topitz
- Mentha longifolia var. latibracteata Prodán
- Mentha longifolia subsp. lavandulacea (Willd.) Briq.
- Mentha longifolia var. lavandulacea (Willd.) Briq.
- Mentha longifolia var. leioneura (Borbás) Topitz
- Mentha longifolia var. lepidioides (Legrand) Briq.
- Mentha longifolia var. leptophylla Prodán
- Mentha longifolia var. leptostachya (Pérard) Rouy
- Mentha longifolia var. lereschii (Déségl. & T.Durand) Briq.
- Mentha longifolia subsp. libidinosa Trautm. & Urum.
- Mentha longifolia var. lignosa Prodán
- Mentha longifolia var. ligustrina (Heinr.Braun) Topitz
- Mentha longifolia f. litoralis (Borbás) Topitz
- Mentha longifolia var. lonciana Topitz
- Mentha longifolia var. macedonica Trautm. & Urum.
- Mentha longifolia var. macilenta Briq.
- Mentha longifolia var. macrophyllos Prodán
- Mentha longifolia f. magnifrons Topitz
- Mentha longifolia var. major (Wirtg.) Briq.
- Mentha longifolia var. marisensis (Simonk.) Topitz
- Mentha longifolia f. melesensis Prodán
- Mentha longifolia var. mesomorpha Briq.
- Mentha longifolia var. microphylla (Lej. & Courtois) Rouy
- Mentha longifolia var. microverticillata Prodán
- Mentha longifolia var. minutiflora (Briq.) Briq.
- Mentha longifolia subsp. minutiflora (Briq.) Briq.
- Mentha longifolia var. moldovica Prodán
- Mentha longifolia var. mollicoma (Opiz ex Déségl.) Briq.
- Mentha longifolia var. mollis (Rochel) Briq.
- Mentha longifolia subsp. mollis (Rochel) Briq.
- Mentha longifolia subsp. mollissima (Schübl. & G.Martens) Domin
- Mentha longifolia var. mollissima (Schübl. & G.Martens) Rouy
- Mentha longifolia var. montenegrina Topitz
- Mentha longifolia var. mosztongensis (Trautm.) Prodán
- Mentha longifolia var. nematostachya Topitz
- Mentha longifolia f. nicolaensis Topitz
- Mentha longifolia f. niederederi Topitz
- Mentha longifolia f. norica (Heinr.Braun) Topitz
- Mentha longifolia var. oblongifolia Briq.
- Mentha longifolia f. oblongolanceolatifolia Prodán
- Mentha longifolia var. ochroleuca Topitz
- Mentha longifolia f. ochthegena Topitz
- Mentha longifolia subsp. ovatifrons Trautm. & Urum.
- Mentha longifolia var. pachylodes Briq.
- Mentha longifolia var. pagana Topitz
- Mentha longifolia f. pahinensis Topitz
- Mentha longifolia var. pantotricha Briq.
- Mentha longifolia var. paramecophyllon Topitz
- Mentha longifolia f. pascua Topitz
- Mentha longifolia f. paucidentata Prodán
- Mentha longifolia var. pellita (Déségl.) Briq.
- Mentha longifolia subsp. pellita (Déségl.) Briq.
- Mentha longifolia var. phaeocoma Briq.
- Mentha longifolia f. planitiensis Topitz
- Mentha longifolia var. planitiensis (Topitz) Topitz
- Mentha longifolia var. polystachya Prodán
- Mentha longifolia subsp. procera Trautm. & Urum.
- Mentha longifolia f. prodanii Topitz
- Mentha longifolia var. pseudoelongata Briq.
- Mentha longifolia var. pseudoulotricha Prodán
- Mentha longifolia f. pustariensis Prodán
- Mentha longifolia var. ramosissima Prodán
- Mentha longifolia var. reciaensis Prodán
- Mentha longifolia var. recta (Déségl. & T.Durand) Briq.
- Mentha longifolia var. reflexifolia (Opiz) Briq.
- Mentha longifolia f. reticulatinervosa Prodán
- Mentha longifolia f. retinervis (Borbás) Topitz
- Mentha longifolia var. romanica Prodán
- Mentha longifolia f. rotundibracteata Prodán
- Mentha longifolia var. rozaliae (Trautm.) Prodán
- Mentha longifolia f. schneekapellae Prodán
- Mentha longifolia f. scytina Topitz
- Mentha longifolia var. sedunensis Briq.
- Mentha longifolia var. serbica Prodán
- Mentha longifolia var. seriata (A.Kern.) Briq.
- Mentha longifolia var. serrulata (Opiz ex Déségl.) Topitz
- Mentha longifolia subsp. serrulata (Opiz ex Déségl.) Trautm. & Urum.
- Mentha longifolia var. sordida (Wimm. & Grab.) Briq.
- Mentha longifolia var. sparsiramea Briq.
- Mentha longifolia var. splendens Briq.
- Mentha longifolia f. stenantha (Borbás ex Heinr.Braun) Topitz
- Mentha longifolia var. stenanthelmia Topitz
- Mentha longifolia var. stenostachya (K.Richt.) Briq.
- Mentha longifolia var. stenotricha (Borbás) Topitz
- Mentha longifolia var. striata Prodán
- Mentha longifolia var. striatula Prodán
- Mentha longifolia f. subacutidentata Pérard
- Mentha longifolia f. subalpina Topitz
- Mentha longifolia var. subamplexicaulifolia Prodán
- Mentha longifolia var. subincana (Heinr.Braun) Briq.
- Mentha longifolia var. subintegra (Wimm. & Grab.) Briq.
- Mentha longifolia var. subintegrifolia (Déségl.) Briq.
- Mentha longifolia subsp. submissa Trautm. & Urum.
- Mentha longifolia f. subnemorosa Borbás
- Mentha longifolia var. subobtusa Briq.
- Mentha longifolia var. subpyramidaliformis Prodán
- Mentha longifolia var. subpyramidalis Prodán
- Mentha longifolia var. subviridiformis Prodán
- Mentha longifolia var. subviridis (Borbás ex Heinr.Braun) Topitz
- Mentha longifolia var. syriaca (Déségl.) Briq.
- Mentha longifolia subsp. syriaca (Déségl.) Briq.
- Mentha longifolia var. szabolcsensis Topitz
- Mentha longifolia var. szamosiana Topitz
- Mentha longifolia var. szenezyana (Borbás) Topitz
- Mentha longifolia f. szolnokensis Topitz
- Mentha longifolia var. taphrophila Topitz
- Mentha longifolia var. taurica Topitz
- Mentha longifolia var. tenuior Prodán
- Mentha longifolia var. terasia Topitz
- Mentha longifolia f. trachypriononta Topitz
- Mentha longifolia var. trachypriononta (Topitz) Topitz
- Mentha longifolia var. transmota (Déségl. & T.Durand) Briq.
- Mentha longifolia var. ulotricha Topitz
- Mentha longifolia subsp. urumovii Trautm.
- Mentha longifolia var. vallesiaca Briq.
- Mentha longifolia f. veroniciformis (Opiz ex Déségl.) Topitz
- Mentha longifolia f. villocaulis Topitz
- Mentha longifolia var. vineicola Topitz
- Mentha longifolia f. virens Prodán
- Mentha longifolia var. viridescens (Borbás) Briq.
- Mentha longifolia f. viridescens (Borbás) Topitz
- Mentha longifolia var. weinerniana (Opiz ex Déségl.) Briq.
- Mentha longifolia var. wirzbickiana (Opiz ex Déségl.) Briq.
- Mentha longifolia f. zernestensis Topitz
- Mentha longifolia f. zomborensis Topitz
- Mentha macilenta (Briq.) Trautm.
- Mentha marisensis Simonk.
- Mentha mellifluens Heinr.Braun & Topitz
- Mentha mentita Sennen
- Mentha microcephala (Gelmi) Dalla Torre & Sarnth.
- Mentha microstachya Sennen
- Mentha minutiflora A.Kern.
- Mentha mixta Sennen
- Mentha mollicoma Opiz ex Déségl.
- Mentha mollis (Rochel) Trautm.
- Mentha mollis f. leptostachya Borbás
- Mentha mollis var. retinervis Borbás
- Mentha mollissima (Schübl. & G.Martens) Borkh. ex Heinr.Braun
- Mentha mollissima var. bornmuelleri Heinr.Braun
- Mentha mollissima f. exserta Pérard
- Mentha mollissima f. inclusa Pérard
- Mentha mollissima f. plicata Pérard
- Mentha monticola Déségl. & T.Durand
- Mentha monticola var. jurana Déségl. & T.Durand
- Mentha mosztongensis Trautm.
- Mentha nativitatis-mariae Sennen
- Mentha neilreichiana Heinr.Braun
- Mentha nematostachya (Topitz) Trautm.
- Mentha × nemorosa var. crispa (Benth.) Timb.-Lagr.
- Mentha × nemorosa subsp. dulcissima (Dumort.) Briq.
- Mentha nigrescens K.Koch
- Mentha × niliaca var. sapida (Tausch ex Rchb.) Briq.
- Mentha noeana Boiss.
- Mentha norica Heinr.Braun
- Mentha oblonga Opiz
- Mentha omissa Sennen
- Mentha pachylodes (Briq.) Trautm.
- Mentha pagana (Topitz) Domin
- Mentha pallida Nees ex Mart.
- Mentha panormitana Heinr.Braun
- Mentha pantotricha (Briq.) Trautm.
- Mentha paramecophyllon (Topitz) Trautm.
- Mentha parviflora Sennen
- Mentha pedroi Sennen
- Mentha pellita Déségl.
- Mentha persica Benth.
- Mentha petitrix Sennen
- Mentha phaeocoma (Briq.) Trautm.
- Mentha planitiensis (Topitz) Trautm.
- Mentha procera Sennen
- Mentha psiloclada Sennen
- Mentha ratisbonensis Opiz
- Mentha recta Déségl. & T.Durand
- Mentha reflexifolia Opiz
- Mentha reflexifolia var. serrulata (Opiz ex Déségl.) Heinr.Braun
- Mentha retinervis Borbás ex Heinr.Braun
- Mentha rigens Déségl. & T.Durand ex T.Durand & Pittier
- Mentha rocheliana Borbás & Heinr.Braun
- Mentha rotundifolia Sole
- Mentha × rotundifolia var. maritima Gadeceau
- Mentha rozaliae Trautm.
- Mentha sapida Tausch ex Rchb.
- Mentha sedunensis Ayasse ex Briq.
- Mentha seriata A.Kern.
- Mentha serotina Ten.
- Mentha serratula (Topitz) Trautm.
- Mentha serrulata Opiz ex Déségl.
- Mentha sphaerostachya Haussm. ex Heinr.Braun
- Mentha spicata var. longifolia L.
- Mentha spicata subsp. longifolia (L.) Tacik
- Mentha spicata subsp. longifolia Tacik ex Towpasz
- Mentha spicata var. microphylla (Lej. & Courtois) Lebeau
- Mentha stenantha Borbás ex Heinr.Braun
- Mentha stenanthelmia (Topitz) Trautm.
- Mentha stenoclada Sennen
- Mentha stenostachya K.Richt.
- Mentha stenotricha Borbás
- Mentha suavis Hoffm. ex Sm.
- Mentha suavissima Lej. ex Malinv.
- Mentha subincana Heinr.Braun
- Mentha subintegrifolia Déségl.
- Mentha subviridis Borbás ex Heinr.Braun
- Mentha sylvestris L.
- Mentha sylvestris var. alpigena (A.Kern.) Nyman
- Mentha sylvestris var. angustifolia Lapeyr.
- Mentha sylvestris subsp. arctifrons Briq.
- Mentha sylvestris subsp. brevifrons Borbás ex Briq.
- Mentha sylvestris var. candicans Becker
- Mentha sylvestris var. compacta Wimm. & Grab.
- Mentha sylvestris var. crispa Benth.
- Mentha sylvestris var. diffusa K.Koch
- Mentha sylvestris var. discolor K.Koch
- Mentha sylvestris var. flaccida Wimm. & Grab.
- Mentha sylvestris var. floribunda Wimm. & Grab.
- Mentha sylvestris var. grandis Wimm. & Grab.
- Mentha sylvestris var. iberica K.Koch
- Mentha sylvestris var. incana (Willd.) K.Koch
- Mentha sylvestris var. lancifolia K.Koch
- Mentha sylvestris subsp. lavandulacea Briq.
- Mentha sylvestris var. major Wirtg.
- Mentha sylvestris var. marisensis (Simonk.) Nyman
- Mentha sylvestris var. microcephala Gelmi
- Mentha sylvestris var. microphylla Lej. & Courtois
- Mentha sylvestris f. minor Becker
- Mentha sylvestris var. mollis Rochel
- Mentha sylvestris var. mollissima (Schübl. & G.Martens) Becker
- Mentha sylvestris subsp. mollissima Schübl. & G.Martens
- Mentha sylvestris f. pahinensis Topitz
- Mentha sylvestris var. pallescens Heinr.Braun
- Mentha sylvestris subsp. pellita (Déségl.) Briq.
- Mentha sylvestris subsp. procurrens Briq.
- Mentha sylvestris var. simplex Wimm. & Grab.
- Mentha sylvestris var. sordida Wimm. & Grab.
- Mentha sylvestris var. subintegra Wimm. & Grab.
- Mentha sylvestris var. thaumasia Murr
- Mentha sylvestris subsp. tomentosa Wimm. & Grab.
- Mentha sylvestris var. wierzbickiana (Opiz) Nyman
- Mentha syriaca Déségl.
- Mentha syrmiensis Borbás ex Heinr.Braun
- Mentha szamosiana (Topitz) Trautm.
- Mentha szenezyana Borbás
- Mentha szilyana Borbás
- Mentha taphrophila (Topitz) Trautm.
- Mentha tenorei Pérard
- Mentha thaumasia (Murr) Dalla Torre & Sarnth.
- Mentha tomentosa Stokes
- Mentha transmota Déségl. & T.Durand
- Mentha transsilvanica Schur
- Mentha uliginosa Salisb.
- Mentha ulotricha (Topitz) Trautm.
- Mentha vallesiaca (Briq.) Trautm.
- Mentha veroniciformis Opiz ex Déségl.
- Mentha × villosa var. sapida (Tausch ex Rchb.) Rouy
- Mentha × villosa var. tenorei Briq.
- Mentha viridescens Borbás
- Mentha viridis subsp. candicans Berher
- Mentha viridis var. canescens Gren. & Godr.
- Mentha viridis var. minutodonta Topitz
- Mentha weinerniana Opiz ex Déségl.
- Mentha wierzbickiana Opiz
- Mentha wierzbickiana f. holubyana Heinr.Braun
- Mentha wierzbickiana f. lintiae Heinr.Braun & Topitz
- Mentha wierzbickiana var. richteri Borbás ex Heinr.Braun
- Mentha wierzbickiana var. stenantha Borbás ex Heinr.Braun
- Mentha wierzbickiana f. subcrispa Heinr.Braun & Topitz
- Mentha wirzbickiana Opiz ex Déségl.
- Mentha wondracekii Opiz ex Déségl.

Sinonimi delle sottospecie e varietà di Mentha longifolia
Sinonimi di Mentha longifolia subsp. capensis
- Mentha capensis Thunb.
- Mentha capensis subsp. bouvieri Briq.
- Mentha lavandulacea var. latifolia Benth.
- Mentha longifolia var. bouvieri (Briq.) Briq.
- Mentha longifolia subsp. bouvieri (Briq.) Briq.
- Mentha longifolia var. capensis (Thunb.) Briq.
- Mentha longifolia var. cooperi Briquet ex Cooke
- Mentha longifolia var. doratophylla Briq.
- Mentha longifolia var. obscuriceps Briq.
- Mentha longifolia var. salicina (Burch. ex Benth.) Briq.
- Mentha salicina Burch. ex Benth.

Sinonimi di Mentha longifolia subsp. noeana
- Mentha longifolia var. noeana (Briq.) Briq.
- Mentha royleana subsp. noeana Briq.

Sinonimi di Mentha longifolia subsp. polyadena
- Mentha longifolia var. polyadena (Briq.) Briq.
- Mentha sylvestris subsp. polyadena Briq.

Sinonimi di Mentha longifolia subsp. typhoides
- Mentha calliantha Stapf
- Mentha cyprica Heinr.Braun
- Mentha longifolia var. calliantha (Stapf) Briq.
- Mentha longifolia subsp. calliantha (Stapf) Briq.
- Mentha longifolia subsp. cyprica (Heinr.Braun) Harley
- Mentha longifolia var. cyprica (Heinr.Braun) Briq.
- Mentha longifolia var. galatae Briq.
- Mentha longifolia var. tenella Briq.
- Mentha longifolia var. typhoides (Briq.) Briq.
- Mentha sylvestris subsp. calliantha (Stapf) Briq.
- Mentha sylvestris var. petiolata Wirtg. ex Heinr.Braun
- Mentha sylvestris subsp. typhoides Briq.

Sinonimi di Mentha longifolia subsp. wissii
- Mentha wissii Launert

Sinonimi di Mentha longifolia var amphilema
- Mentha concolor Stapf
- Mentha hamadanensis Stapf

Sinonimi di Mentha longifolia var asiatica
- Mentha × arvensiaquatica f. asperata Timb.-Lagr.
- Mentha asiatica Boriss.
- Mentha asperata (Timb.-Lagr.) Pérard
- Mentha kopetdaghensis Boriss.
- Mentha vagans Boriss.

Sinonimi di Mentha longifolia var kotschyana
- Mentha kotschyana (Boiss.) Heinr.Braun
- Mentha longifolia subsp. kotschyana (Boiss.) Briq.
- Mentha sylvestris var. kotschyana Boiss.
- Mentha sylvestris subsp. kotschyana (Boiss.) Briq.

Sinonimi di Mentha longifolia var petiolata
- Mentha longifolia var. amphileuca Briq.

Sinonimi di Mentha longifolia var schimperi
- Mentha longifolia var. poliophylla Briq.
- Mentha longifolia subsp. schimperi (Briq.) Briq.
- Mentha sylvestris subsp. schimperi Briq.

Sinonimi di Mentha x rotundifolia
- Mentha × ambigua Personnat
- Mentha × anglica Déségl.
- Mentha × burckhardtiana Opiz
- Mentha × clandestina (Wirtg.) Heinr.Braun
- Mentha × fragrans C.Presl
- Mentha × halleri Dierb.
- Mentha × microstachys Timb.-Lagr. ex Heinr.Braun
- Mentha × niliaca Jacq.
- Mentha × niliaca var. lurida Briq.
- Mentha × niliaca var. melaneilema Briq.
- Mentha × rotundifolia f. ambigua Pérard
- Mentha × rotundifolia var. apodysa Briq.
- Mentha × rotundifolia var. bella Briq.
- Mentha × rotundifolia var. brachytricha Briq.
- Mentha × rotundifolia var. clandestina Wirtg.
- Mentha × rotundifolia f. clandestina (Wirtg.) Pérard
- Mentha × rotundifolia f. cordifolia Topitz
- Mentha × rotundifolia var. crematophylla Topitz
- Mentha × rotundifolia var. expallens Briq.
- Mentha × rotundifolia f. exstans Topitz
- Mentha × rotundifolia var. fragrans Heinr.Braun
- Mentha × rotundifolia f. pachystachya Topitz
- Mentha × rotundifolia var. psilostachya Topitz
- Mentha × rotundifolia var. rugosa Wirtg.
- Mentha × rotundifolia f. rugosa Pérard
- Mentha × rotundifolia var. segorbensis Topitz
- Mentha × rotundifolia var. semeiodes Briq.
- Mentha × rotundifolia f. thierseana Topitz
- Mentha × rotundifolia var. trevirani Briq.
- Mentha spicata var. rotundifolia L.
- Mentha sylvestris var. niliaca (Jacq.) Nyman
- Mentha × villosa f. burckhardtiana (Opiz) Topitz
- Mentha viridis var. cana Lej. & Courtois

Sinonimi di Mentha x dalmatica
- Mentha × allophylla (Topitz) Trautm.
- Mentha × andersoniana Heinr.Braun
- Mentha arvensis f. gnaphaliflora (Borbás & Heinr.Braun) Topitz
- Mentha × bihariensis Borbás
- Mentha × borbasiana Briq.
- Mentha × calaminthiformis Borbás ex Briq.
- Mentha × cheuchisensis Prodán
- Mentha × chrysii Borbás ex Heinr.Braun
- Mentha × cinerascens Heinr.Braun
- Mentha × dalmatica var. cinerascens (Heinr.Braun) Topitz
- Mentha × dalmatica var. fenzliana Briq.
- Mentha × dalmatica var. juranyiana (Borbás) Topitz
- Mentha × dalmatica f. petrakii (Heinr.Braun) Topitz
- Mentha × dalmatica var. stachyoides (Host) Topitz
- Mentha × dalmatica f. thuringiaca (Heinr.Braun & Topitz) Topitz
- Mentha × dalmatica var. trichodes Briq.
- Mentha × dalmatica f. virgata (Heinr.Braun) Jankovic
- Mentha × fenzliana Heinr.Braun
- Mentha × frivaldskyana Borbás
- Mentha × frondosa Borbás
- Mentha × gnaphaliflora Borbás & Heinr.Braun
- Mentha × haynaldiana Borbás
- Mentha × iraziana Borbás ex Heinr.Braun
- Mentha × juranyiana Borbás
- Mentha × kerneri Topitz
- Mentha × kerneri var. abruptiflora Prodán
- Mentha × kerneri var. allophylla Topitz
- Mentha × kerneri f. alluvialis Topitz
- Mentha × kerneri var. andersoniana (Heinr.Braun) Topitz
- Mentha × kerneri f. apiculata Topitz
- Mentha × kerneri var. asperifolia Topitz
- Mentha × kerneri var. bazargiciensis Prodán
- Mentha × kerneri var. bihariensis (Borbás) Topitz
- Mentha × kerneri var. borzaeana Prodán
- Mentha × kerneri var. calaminthiformis (Borbás ex Briq.) Topitz
- Mentha × kerneri var. castriferrensis Topitz
- Mentha × kerneri var. cheuchisensis Prodán
- Mentha × kerneri var. chrysii (Borbás ex Heinr.Braun) Topitz
- Mentha × kerneri var. cibiniensis Topitz
- Mentha × kerneri var. cinerascens (Heinr.Braun) Prodán
- Mentha × kerneri var dalmatica (Tausch) Topitz
- Mentha × kerneri var. degenii Topitz
- Mentha × kerneri var. dejensis Prodán
- Mentha × kerneri f. dubia Prodán
- Mentha × kerneri var. fortinata Prodán
- Mentha × kerneri var. frondosa (Borbás) Topitz
- Mentha × kerneri f. ganderi Topitz
- Mentha × kerneri var. gnaphaliflora (Borbás & Heinr.Braun) Topitz
- Mentha × kerneri var. grandissima Prodán
- Mentha × kerneri var. haynaldiana (Borbás) Topitz
- Mentha × kerneri var. iaurinensis Topitz
- Mentha × kerneri var. iraziana (Borbás ex Heinr.Braun) Topitz
- Mentha × kerneri var. juranyiana (Borbás) Topitz
- Mentha × kerneri var. lachnopoa Topitz
- Mentha × kerneri var. limonia Topitz
- Mentha × kerneri f. macrandria (Borbás ex Heinr.Braun) Topitz
- Mentha × kerneri var. mucronulata Topitz
- Mentha × kerneri f. mucronulata (Topitz) Topitz
- Mentha × kerneri f. naszodensis Topitz
- Mentha × kerneri var. peracuta (Borbás) Topitz
- Mentha × kerneri f. peracutiformis Prodán
- Mentha × kerneri var. petrakii (Heinr.Braun) Topitz
- Mentha × kerneri f. phlomoides Topitz
- Mentha × kerneri var. pycnotricha (Borbás ex Heinr.Braun) Topitz
- Mentha × kerneri var. rhapidocea Topitz
- Mentha × kerneri f. robusta Prodán
- Mentha × kerneri f. rubiginosa Topitz
- Mentha × kerneri var. sabranskyi Topitz
- Mentha × kerneri var. saftae Prodán
- Mentha × kerneri var. skofitziana (A.Kern.) Topitz
- Mentha × kerneri var. solacolui Prodán
- Mentha × kerneri var. stachyoides (Host) Topitz
- Mentha × kerneri f. steffekiana (Borbás & Waisb.) Topitz
- Mentha × kerneri var. streblocaulis Topitz
- Mentha × kerneri var. teodorescui Prodán
- Mentha × kerneri f. thuringiaca (Heinr.Braun & Topitz) Topitz
- Mentha × kerneri var. transsilvanica Topitz
- Mentha × kerneri var. vascauensis Prodán
- Mentha × krapinensis Heinr.Braun
- Mentha × levipes Borbás
- Mentha × macrandria Borbás ex Heinr.Braun
- Mentha × macrostemma Borbás ex Heinr.Braun
- Mentha × muelleriana subsp. stachyoides (Host) Briq.
- Mentha × pancicii Heinr.Braun
- Mentha × peracuta Borbás
- Mentha × petrakii Heinr.Braun
- Mentha × phyllostachya Borbás ex Heinr.Braun
- Mentha × pycnotricha Borbás ex Heinr.Braun
- Mentha × skofitziana A.Kern.
- Mentha × stachyoides Host
- Mentha × steffekiana Borbás & Waisb.
- Mentha × suaviflora Heinr.Braun
- Mentha × suavifolia Heinr.Braun
- Mentha × subarvensis Simonk.
- Mentha × subreversa Simonk.
- Mentha × thuringiaca Heinr.Braun & Topitz
- Mentha × virgata Heinr.Braun
- Mentha × wiesbaurii Heinr.Braun

Sinonimi di Mentha x dumetorum
- Mentha aquatica f. ayassei (Malinv.) Pérard
- Mentha aquatica var. brachystachya (Borbás) Nyman
- Mentha aquatica var. hungarica (Borbás) Nyman
- Mentha aquatica var. nepetoides (Lej.) K.Koch
- Mentha aquatica var. pannonica (Borbás ex Heinr.Braun) Topitz
- Mentha × ayassei Malinv.
- Mentha × brachystachya Borbás
- Mentha × brachystachya var. limnogena Heinr.Braun
- Mentha × braunii Oborny
- Mentha × carnuntiae Heinr.Braun
- Mentha × cinerea Holuby
- Mentha × dissimilis Déségl.
- Mentha × dumetorum subsp. ayassei (Malinv.) Briq.
- Mentha × dumetorum var. ayassei (Malinv.) Briq.
- Mentha × dumetorum var. baumgartenii Prodán
- Mentha × dumetorum var. beiusensis Prodán
- Mentha × dumetorum var. brachystachya (Borbás) Topitz
- Mentha × dumetorum var. bradensis Prodán
- Mentha × dumetorum var. braunii (Oborny) Briq.
- Mentha × dumetorum var. carnuntiae (Heinr.Braun) Topitz
- Mentha × dumetorum var. cinerea Briq.
- Mentha × dumetorum var. dissimilis (Déségl.) Topitz
- Mentha × dumetorum var. dubia Prodán
- Mentha × dumetorum var. emiliae Prodán
- Mentha × dumetorum var. flagellifera Topitz
- Mentha × dumetorum var. glabriuscula Topitz
- Mentha × dumetorum var. grandifolia Briq.
- Mentha × dumetorum var. grantzowii Briq.
- Mentha × dumetorum var. grintescui Prodán
- Mentha × dumetorum var. griseoviridis Topitz
- Mentha × dumetorum f. halophila Topitz
- Mentha × dumetorum var. hirta (Willd.) Rouy
- Mentha × dumetorum var. koernickei Briq.
- Mentha × dumetorum var. kupcokiana Topitz
- Mentha × dumetorum var. limnogeton (Heinr.Braun) Topitz
- Mentha × dumetorum var. lugosiensis (Heinr.Braun) Topitz
- Mentha × dumetorum var. marchica Topitz
- Mentha × dumetorum var. melancholica Briq.
- Mentha × dumetorum f. muscogena Topitz
- Mentha × dumetorum var. natalensis Briq.
- Mentha × dumetorum var. nemorivaga (Heinr.Braun & Topitz) Topitz
- Mentha × dumetorum var. nepetoides (Lej.) Briq.
- Mentha × dumetorum var. nyaradyana Prodán
- Mentha × dumetorum f. oenipontana Topitz
- Mentha × dumetorum f. oxyprionota Topitz
- Mentha × dumetorum f. pannonica Topitz
- Mentha × dumetorum f. periopta Topitz
- Mentha × dumetorum f. poliotricha Topitz
- Mentha × dumetorum var. pseudolimosa Topitz
- Mentha × dumetorum var. pubescens (Willd.) Rouy
- Mentha × dumetorum var. questensis Topitz
- Mentha × dumetorum f. raridentata Prodán
- Mentha × dumetorum var. semiglabra Prodán
- Mentha × dumetorum var. semnoprepa Briq.
- Mentha × dumetorum var. sirmicola Topitz
- Mentha × dumetorum f. somloensis Topitz
- Mentha × dumetorum var. subglabra Briq.
- Mentha × dumetorum var. szeewaldi Prodán
- Mentha × dumetorum var. ulophylla Topitz
- Mentha × dumetorum var. viridior (Borbás) Topitz
- Mentha × flagellifera Borbás ex Heinr.Braun
- Mentha × grantzowii (Briq.) Trautm.
- Mentha × grintescui Prodán
- Mentha × hagenbachiana Heinr.Braun & Topitz
- Mentha × hirta Willd.
- Mentha × hirta var. nepetoides (Lej.) Heinr.Braun
- Mentha × hungarica Borbás
- Mentha intermedia Opiz
- Mentha × jenensis Heinr.Braun & Topitz
- Mentha × langii var. ayassei (Malinv.) Rouy
- Mentha × langii var. leucotricha Borbás ex Heinr.Braun
- Mentha × limnogeton Heinr.Braun
- Mentha × limnophila Heinr.Braun
- Mentha × lugosiensis Heinr.Braun
- Mentha × marchica Heinr.Braun
- Mentha × morii Heinr.Braun & Topitz
- Mentha × nemophila Heinr.Braun
- Mentha × nemorivaga Heinr.Braun & Topitz
- Mentha × nepetoides Lej.
- Mentha × nepetoides subsp. ayassei (Malinv.) Briq.
- Mentha × nepetoides subsp. stenodes Briq.
- Mentha × pannonica Borbás ex Heinr.Braun
- Mentha × peisonis Heinr.Braun
- Mentha × pubescens Willd.
- Mentha × pubescens var. pannonica Borbás
- Mentha × sphakophylla Heinr.Braun
- Mentha sylvestris var. hirta (Willd.) Nyman
- Mentha sylvestris subsp. nepetoides (Lej.) Nyman
- Mentha sylvestris var. pubescens (Willd.) W.D.J.Koch
- Mentha × viridior Borbás

Sinonimi di Mentha x villosa-nervata
- Mentha viridis var. villosa-nervata (Opiz) Briq.

### Specie simili
Le specie principali del genere Mentha, presenti sul territorio italiano, sono abbastanza simili. La tabella seguente mette a confronto alcuni dei caratteri più significativi di queste specie.
| Specie        | Massima altezza | Foglie (ancoraggio al fusto; forma della lamina; massima lunghezza) | Tipo infiorescenza                                                                                     | Struttura del calice |
| ------------- | --------------- | ------------------------------------------------------------------- | --- | -------------------- |
| M. aquatica   | 90 cm           | Picciolate; da ovali a lanceolate; 9 cm                             | Uno o due teste emisferiche senza foglie                                                               | Attinomorfa          |
| M. arvensis   | 40 cm           | Picciolate; largamente ovate; 5 cm                                  | Verticillastri alla base di una coppia di foglie molto più lunghe dell'infiorescenza                   | Attinomorfa          |
| M. longifolia | 100 cm          | Sessili; lanceolate; 9 cm                                           | Diverse infiorescenze ramose con teste allungate su steli verdi                                        | Attinomorfa          |
| M. pulegium   | 50 cm           | Picciolate; lanceolate-lineari; 2 cm                                | Diversi verticillastri subsferici alla base di una coppia di foglie poco più lunghe dell'infiorescenza | Più o meno bilabiata |
| M. spicata    | 100 cm          | Sessili; lanceolate e acute; 9 cm                                   | Diverse infiorescenze ramose con teste allungate su steli rossastri                                    | Attinomorfa          |
| M. suaveolens | 60 cm           | Sessili; da ovate a subrotonde; 4,5 cm                              | Diverse infiorescenze ramose con teste allungate e ravvicinate                                         | Attinomorfa          |

Inoltre Mentha longifolia viene spesso ampiamente confusa con alcune varianti di Mentha spicata, da cui può tuttavia essere distinta per i peli semplici non ramificati, differenti dai peli ramificati di Mentha spicata.

## Usi

### Farmacia
Secondo la medicina popolare questa pianta ha le seguenti proprietà medicamentose:
- antiasmatica (limita il fenomeno della bronco-costrizione);
- antisettica (proprietà di impedire o rallentare lo sviluppo dei microbi);
- antispasmodica (attenua gli spasmi muscolari, e rilassa anche il sistema nervoso);
- carminativa (favorisce la fuoriuscita dei gas intestinali);
- stimolante (rinvigorisce e attiva il sistema nervoso e vascolare).

Vari studi stanno prendendo in considerazione l'utilizzo della pianta nella produzione di farmaci. Alcuni dei composti chimici contenuti nella pianta sono nocivi per cui è consigliabile un uso controllato.

### Cucina
Le parti edibili sono le foglie (crude o cotte) con le quali si può fare il the, oppure possono essere usate come condimento/spezie.

### Giardinaggio
Come tutte le Mentha, anche Mentha longifolia può comportarsi come una pianta infestante; pertanto particolare cura va posta affinché non venga introdotta in aree non controllate.